# 2024년 하계 올림픽 카누
2024년 하계 올림픽 카누(프랑스어: Canoë aux Jeux olympiques d'été de 2024)는 2024년 하계 올림픽의 정식 종목으로 진행된 카누 경기로 2024년 7월 27일부터 8월 10일까지 프랑스 베르쉬르마른에서 열렸다.

## 참가국
- 알제리 (1)
- 안도라 (1)
- 앙골라 (2)
- 아르헨티나 (2)
- 오스트레일리아 (15)
- 오스트리아 (2)
- 벨기에 (3)
- 브라질 (8)
- 불가리아 (1)
- 캐나다 (15)
- 칠레 (2)
- 중화인민공화국 (17)
- 콜롬비아 (1)
- 코모로 (1)
- 크로아티아 (2)
- 쿠바 (3)
- 체코 (9)
- 덴마크 (6)
- 이집트 (1)
- 프랑스 (13) 주최
- 독일 (21)
- 영국 (4)
- 괌 (1)
- 헝가리 (15)
- 이란 (2)
- 아일랜드 (3)
- 이탈리아 (6)
- 일본 (3)
- 카자흐스탄 (6)
- 리투아니아 (5)
- 멕시코 (3)
- 몰도바 (3)
- 모로코 (2)
- 네덜란드 (3)
- 뉴질랜드 (13)
- 나이지리아 (2)
- 노르웨이 (4)
- 폴란드 (16)
- 포르투갈 (4)
- 루마니아 (3)
- 사모아 (2)
- 상투메 프린시페 (1)
- 세네갈 (2)
- 세르비아 (8)
- 싱가포르 (1)
- 슬로바키아 (4)
- 슬로베니아 (4)
- 남아프리카 공화국 (5)
- 스페인 (19)
- 스웨덴 (5)
- 스위스 (2)
- 중화 타이베이 (3)
- 튀니지 (2)
- 우크라이나 (8)
- 미국 (5)
- 우루과이 (1)
- 우즈베키스탄 (3)
- 베트남 (1)

## 메달리스트

### 슬라럼
| 종목                    | 금                           | 은                             | 동                         |
| ----------------------- | ---------------------------- | ------------------------------ | -------------------------- |
| 남자 C-1 자세히         | 니콜라 제스탱 · 프랑스       | 애덤 버지스 · 영국             | 마테이 베뉴시 · 슬로바키아 |
| 남자 K-1 자세히         | 조반니 데 제나로 · 이탈리아  | 티투앙 카스트리크 · 프랑스     | 파우 에차니스 · 스페인     |
| 남자 카약 크로스 자세히 |                              |                                |                            |
| 여자 C-1 자세히         | 제시카 폭스 · 오스트레일리아 | 엘레나 릴릭 · 독일             | 에비 레이바스 · 미국       |
| 여자 K-1 자세히         | 제시카 폭스 · 오스트레일리아 | 클라우디아 즈볼린스카 · 폴란드 | 킴벌리 우즈 · 영국         |
| 여자 카약 크로스 자세히 |                              |                                |                            |

### 스프린트

#### 남자
| 종목      | 금 | 은 | 동 |
| --------- | -- | -- | -- |
| C-1 1000m |    |    |    |
| C-2 500m  |    |    |    |
| K-1 1000m |    |    |    |
| K-2 500m  |    |    |    |
| K-4 500m  |    |    |    |

#### 여자
| 종목     | 금 | 은 | 동 |
| -------- | -- | -- | -- |
| C-1 200m |    |    |    |
| C-2 500m |    |    |    |
| K-1 500m |    |    |    |
| K-2 500m |    |    |    |
| K-4 500m |    |    |    |